# Jet Röling
Henriëtte (Jet) Röling (Utrecht, 16 oktober 1939) is een Nederlands pianist.
Ze is dochter van rechtsgeleerde Bert Röling en Louise Henriette (Lies) Sloth Blaauboer. Broer Matthijs Röling is kunstschilder; broer Hugo Röling is pedagoog en schreef een boek over zijn vader Ode aan de rechter die geen ontzag had), broer Wiek Röling was architect.
In september 1953 zat ze op het podium van Rijksuniversiteit Groningen in de pauze werken van Gabriel Fauré uit te voeren bij de rectoraatsoverdracht van Herman Jan Scheltema naar Pieter Jan Bouman.
Ze kreeg haar opleiding aan het Conservatorium van Amsterdam.  Lessen van Jan Odé en Nelly Wagenaar leidden naar een Prix d’excellence in 1967 met vertolkingen van werken van Franz Schubert (Sonate opus 78), Maurice Ravel (Gaspard de la nuit) en Bela Bartók (Pianoconcert nr. 3) in de Bachzaal. George van Renesse zat in de jury, die tevens de Elisabeth Evertsprijs toekende.
Toch was ze in 1961 al op de radio te horen in een pianoconcert van Wolfgang Amadeus Mozart; ze speelde het onder leiding van Felix Hupka, begeleiding van het Conservatoriumorkest. Ze nam plaats in een aantal ensembles waaronder Philidor Trio (met John Helstone en Christiaan Norde en onderscheiden met de Johan Wagenaar prijs), Clara Wieck-trio en het Kamaphonensemble. Vanaf 1977 was ze hoofdlerares piano aan het Zwols conservatorium. In 1987 speelde ze tijdens de onthulling van een muurschildering van haar broer en Wout Muller in de aula van de Groninger Universiteit.
Ze ontving voor haar spel de onderscheidingen Jacques Vonkprijs (circa 1964), Zilveren Vriendenkrans (1966), en Toonkunst Jubileum Prijs (1967). Die Jacques Vonk-prijs stelde haar in staat te studeren bij Erwin Lazlo (Zwitserland) en Louis Kentner (Engeland).
In de 21e eeuw bevindt ze zich op de achtergrond in de muziekwereld, maar trad no wel op zoals in 2017 te Schiedam, waarbij ze musiceerde met gerenommeerde musici Kees Hülsmann (violist Rotterdams Philharmonisch Orkest), Elisabeth Perry (violist onder ander London Symphony Orchestra), Richard Wolfe (altviool, Nederlands Philharmonisch Orkest) en Daniël Esser (cello, Koninklijk Concertgebouworkest).
Bekend werden van haar zijn opnamen van pianowerken van Gabriel Fauré, Gabriel Pierné, César Franck en Leoš Janáček.